# Étincelles

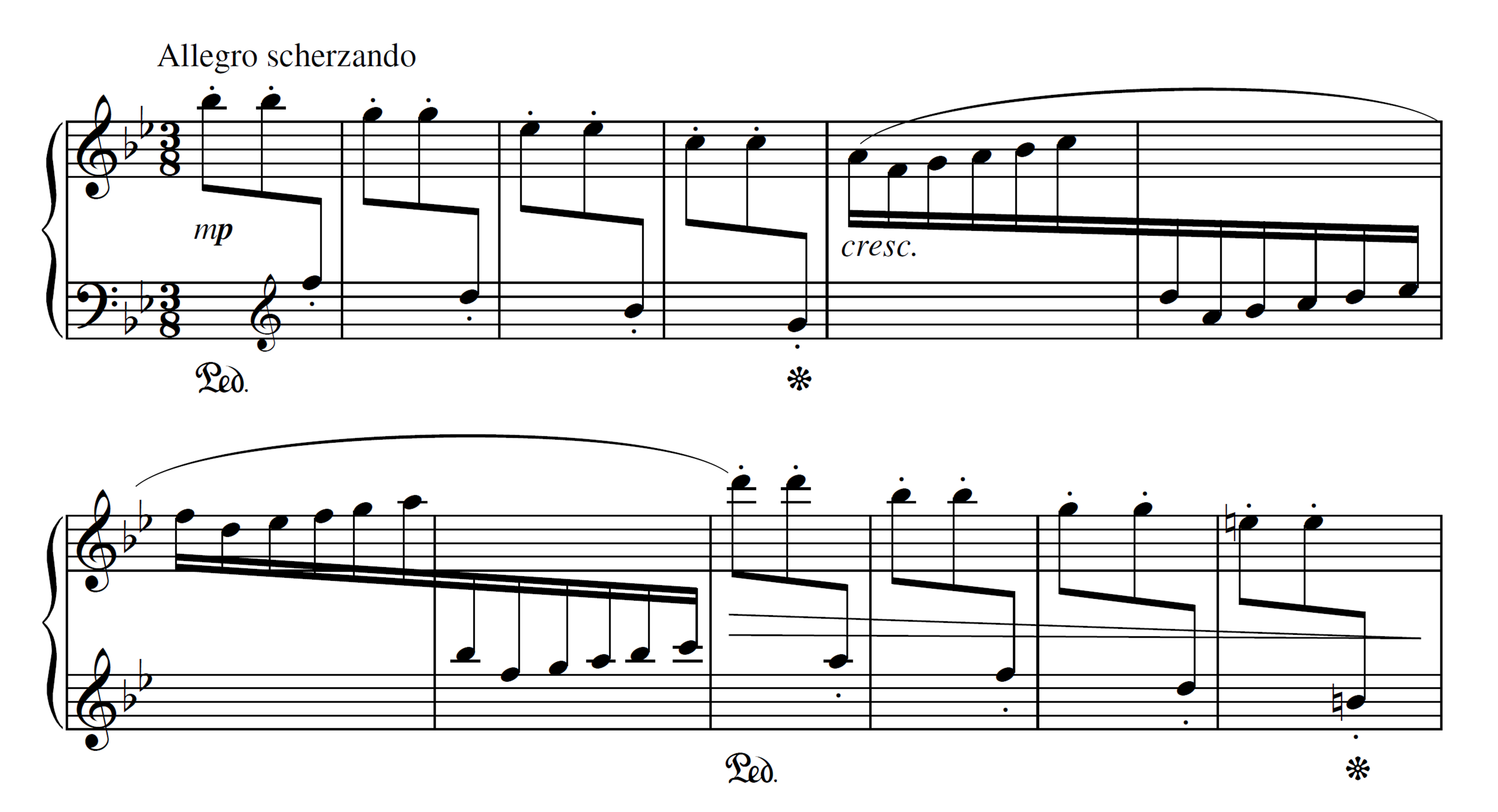
Moritz Moszkowski, Étincelles, Anfang

Étincelles (dt. Funken) op. 36 Nr. 6 ist ein virtuoses Klavierstück von Moritz Moszkowski aus seinem Zyklus Huit Morceaux caractéristiques (Acht charakteristische Stücke) op. 36. Es ist zugleich sein bekanntestes Werk.

## Entstehung und Verbreitung
Das Stück entstand 1886 und wurde „Monsieur Max Schwarz“ gewidmet. Die Erstausgabe erschien im selben Jahr im Verlag von Julius Hainauer in Breslau (Platten-Nr. J. 2826–2828).
Große Bekanntheit erlangte es insbesondere durch Vladimir Horowitz, der es häufig als Zugabe spielte. Es gehört auch zum Repertoire anderer bedeutender Pianisten wie Michail Pletnjow, Ilya Petrov und Yeol Eum Son.